# Bassania foingi
Bassania foingi là một loài bướm đêm trong họ Geometridae.